# Zhenshang (köpinghuvudort i Kina, Hunan Sheng, lat 28,10, long 111,38)
Zhenshang (kinesiska: 圳上, 圳上镇) är en köpinghuvudort i Kina. Den ligger i provinsen Hunan, i den södra delen av landet, omkring 160 kilometer väster om provinshuvudstaden Changsha. Antalet invånare är 47 418. Befolkningen består av 23 217 kvinnor och 24 201 män. Barn under 15 år utgör 20,0 %, vuxna 15-64 år 67 %, och äldre över 65 år 12,0 %.
Runt Zhenshang är det tätbefolkat, med 343 invånare per kvadratkilometer. Närmaste större samhälle är Baixi, 12,1 km sydväst om Zhenshang. I omgivningarna runt Zhenshang växer huvudsakligen savannskog.
Genomsnittlig årsnederbörd är 1 952 millimeter. Den regnigaste månaden är maj, med i genomsnitt 358 mm nederbörd, och den torraste är december, med 48 mm nederbörd.